# 加須未来館
加須未来館（かぞみらいかん）は、埼玉県加須市にある天体観測およびプラネタリウム施設。

## 概要
利根川のスーパー堤防上に2001年（平成13年）に開館した。加須サイクリングセンターが隣接する。本館は3階建てで、1階より吹き抜けのプラネタリウム施設が半円状の本館端に位置している。1階は交流ホールとして農産物加工室および地球資産展示室、レストランが置かれている。2階はテラス、調理実習室兼体験学習室（木工）、および科学実験室となっている。3階はクーデ式天体望遠鏡によって天体観測が行える天体観測室となっている。敷地内には加須未来館農産物直売所が置かれている。
館内には、本物のロシア製ソコル宇宙服を展示している。これは1998年に製造されたもので、ロシア人のヴィクトル・アファナシェフ宇宙飛行士が、ソユーズTM-29で着用したもの。
2015年12月3日には併設のプラネタリウム施設に単眼式超高解像度8K対応型デジタルプラネタリウムを導入した。
| 開館時間 | 9時 - 17時                        |
| 休館日   | 毎週火曜日、12月29日 - 翌年1月3日 |
| 施設予約 | 要問い合わせ                      |
| 入館料   | 無料                              |

また、加須未来館よりやや低い位置に児童館「利根川こども館」が隣接する。外観は加須未来館とよく似ており、子ども達に健全な遊びを提供し、成長や健康の増進と情操を豊かにすることを目的としている。施設は、いつでも誰でも気軽に利用できる遊びの場である。
施設の紹介

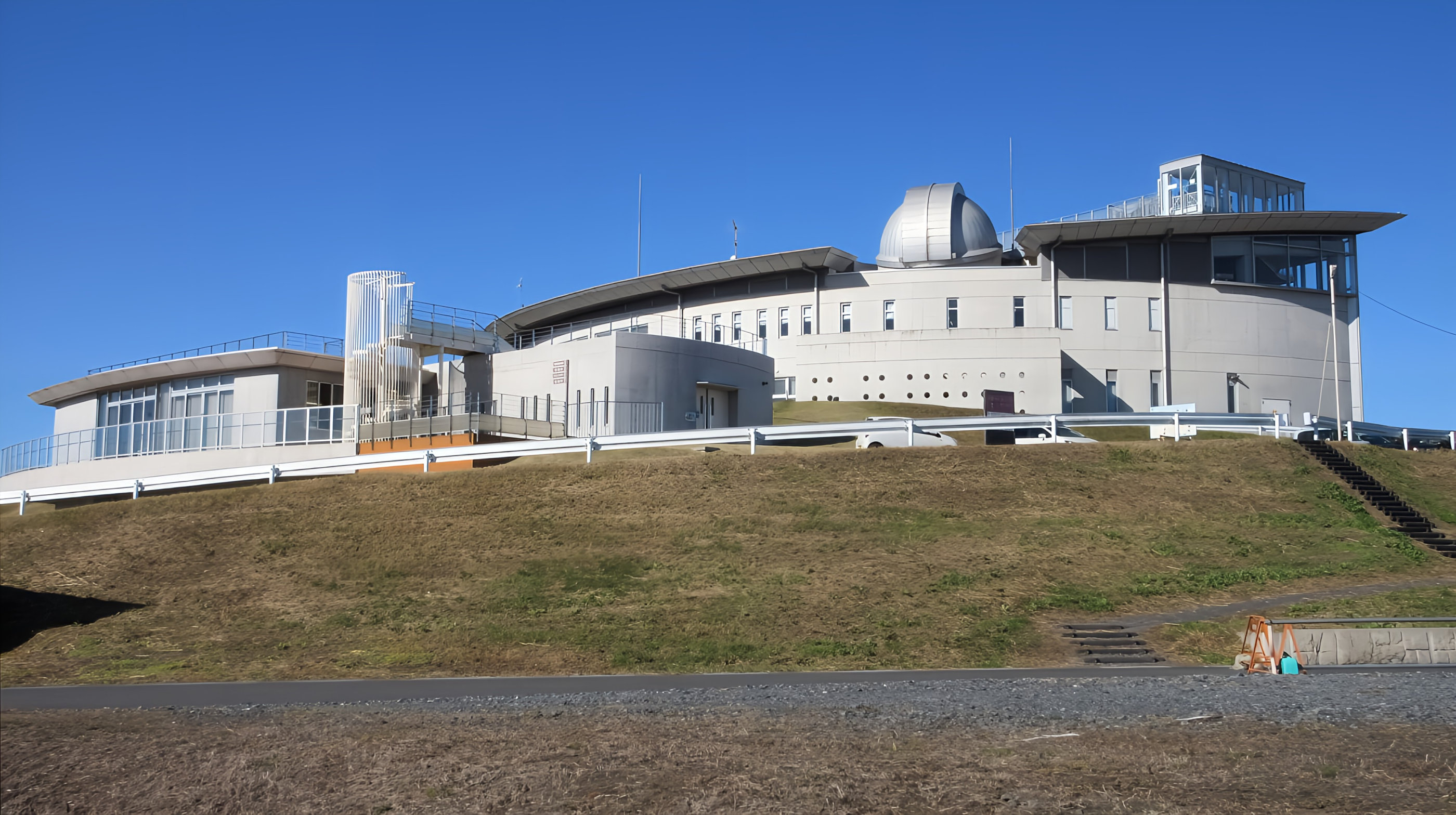
加須未来館(南側)
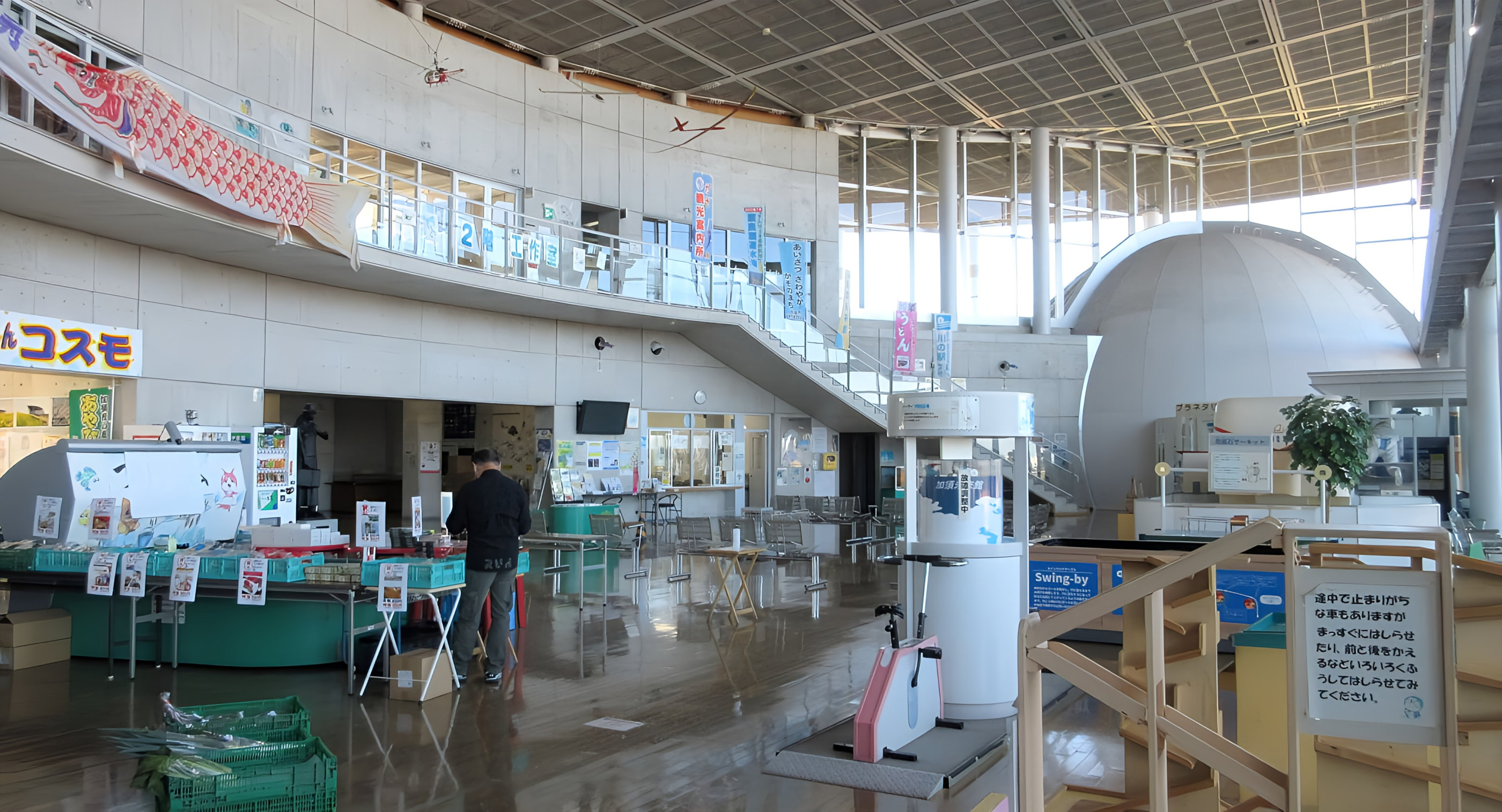
館内の様子(加須未来館)
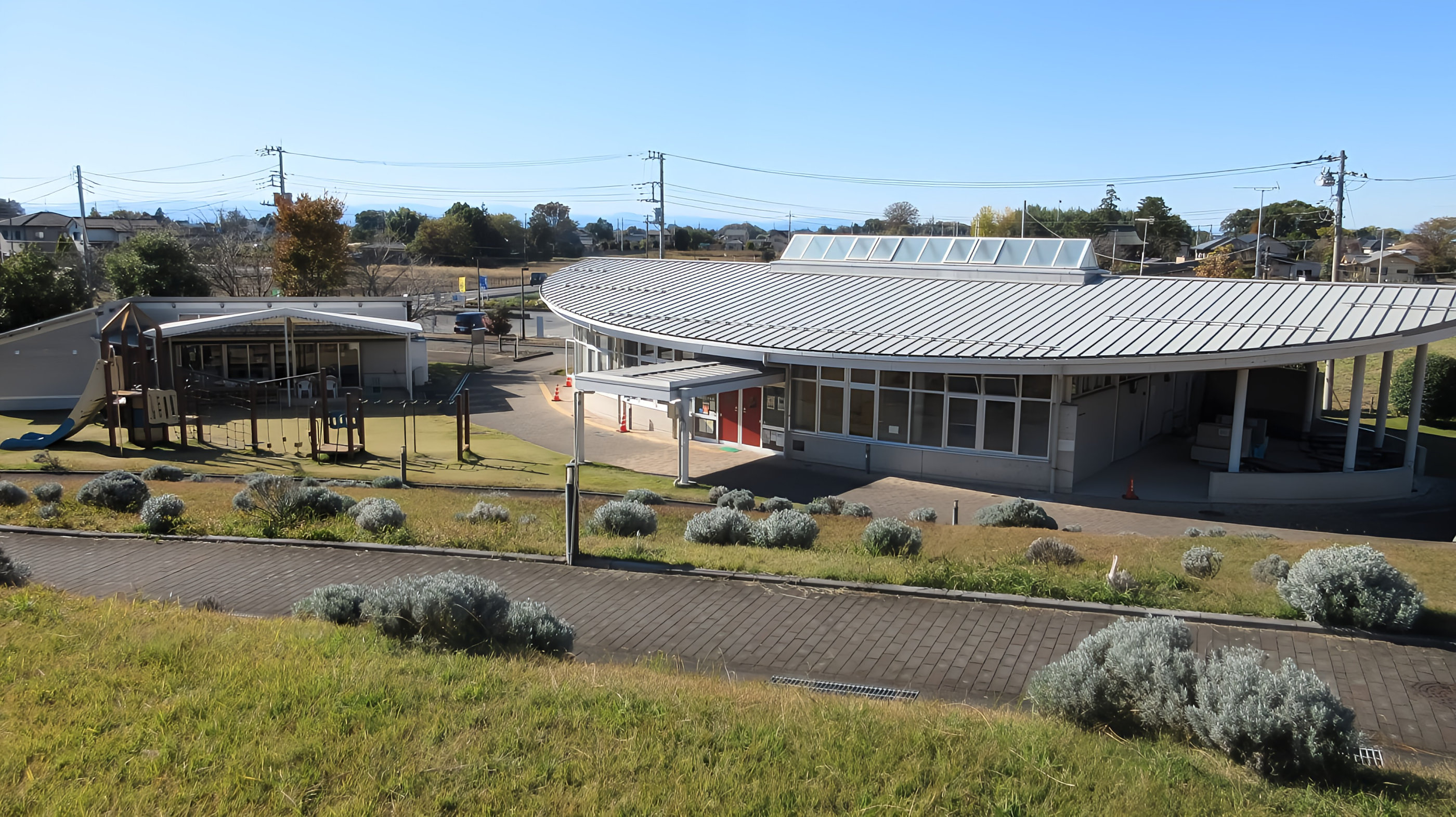
利根川こども館

## 所在地
- 埼玉県加須市外野350-1

## 周辺
- 埼玉大橋
- 羽生水郷公園